# Сингарелла
Сингарелла (итал. Zingarella; Цыганочка)  — макароническая статуя, собранная из сохранившегося торса античной статуи из тёмного мрамора, и элементов, выполненных из белого мрамора, тёмной и позолоченной бронзы.

## История и описание

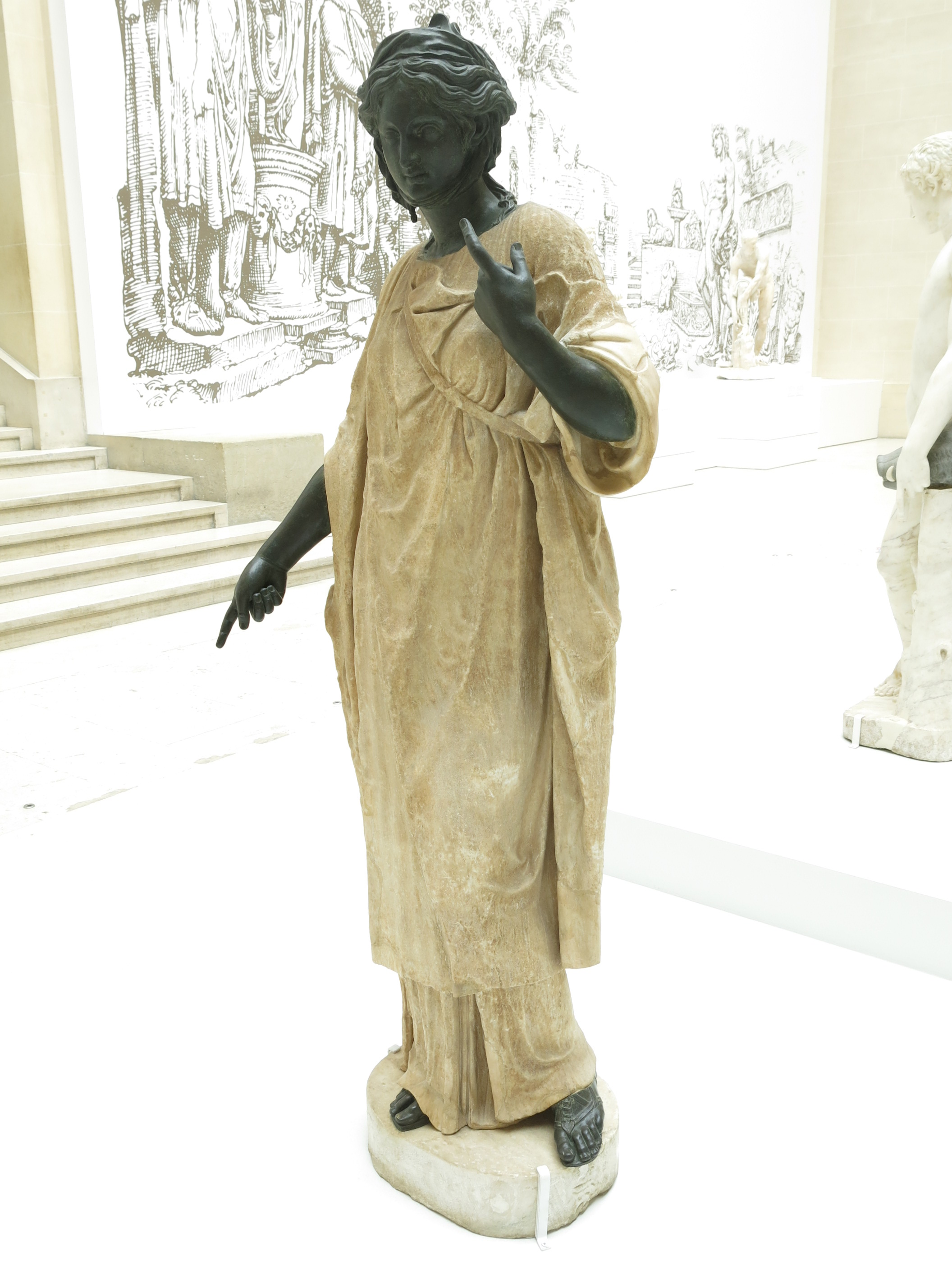
Вторая Сингарелла, экспонируемая в Лувре, куда попала в составе приобретённой Наполеоном коллекции Боргезе

«Сборку» статуи по заказу кардинала-племянника Сципиона (Шипионе) Боргезе произвёл между 1607 и 1612 годами в Риме скульптор из Лотарингии Никола Кордье. С тех пор статуя находится на территории Виллы Боргезы (на сегодняшний день — в галерее Боргезе, доступная для осмотра).
По тому же принципу и для того же заказчика были исполнены и другие скульптуры, в частности, Мавр Боргезе, над которым также трудился Кордье.
Кордье задумывал статую, как изображение богини Дианы (Артемиды), однако её небольшая высота (140 см), необычные полихромный вид и поза привели к тому, что статуя получила прозвище Сингарелла.
Сингарелла (Диана) изображена улыбающейся, а жест её руки, с вытянутым и направленным вниз указательным пальцем,  ассоциировался у современников с гаданием по линиям на руке.
Настоящее название статуи, как и имя её автора со временем были забыты. Так, поэт и гуманист XVIII века Андреа Бригенти считал статую изображением колдуньи Эрихто, а позднее искусствовед Адольфо Вентури описывал её, как произведение скульптора Тибурцио Вергелли.
В XIX веке золотые (а возможно и белые) элементы статуи были закрашены, чтобы придать ей монохромный вид. В дальнейшем, во время научной реставрации, был восстановлен полихромный облик статуи, и тогда же она была атрибутирована Кордье, известному работами в том же стиле.
Интересно, что первоначально Кордье исполнил две скульптуры «Сингарелл». Для создания второй статуи использовался торс из белого мрамора I века нашей эры, который скульптор дополнил бронзовыми ступнями, руками и головой. Эту вторую статую князь Камилло Боргезе, женатый на сестре Наполеона Полине, продал последнему наряду со многими другими произведениями искусства из своей коллекции, и с тех пор она находится в Лувре, где входит в состав собрания, известного, как коллекция Боргезе.